# Eleocharis limosa
Eleocharis limosa är en halvgräsart som först beskrevs av Heinrich Adolph Schrader, och fick sitt nu gällande namn av Schult.. Eleocharis limosa ingår i släktet småsäv, och familjen halvgräs. Inga underarter finns listade i Catalogue of Life.